# 1259
Cette page concerne l'année 1259  du calendrier julien.
L'année 1259 est une année commune qui commence un mercredi.

## Événements
- 11 août : décès de Möngke, 4e khan suprême des Mongols, pendant un siège au cours de sa campagne contre les Song. L’expédition prend une tournure favorable. Les troupes mongoles cernent sur trois côtés l’armée Song en déroute. Ariq-bögè, jeune frère de Koubilaï Khan et de Möngke veut se faire élire grand khan à Karakorum. Koubilaï conclut un armistice avec les Chinois pour aller le combattre. La frontière avec la Chine des Song est fixée au Yangzi Jiang[1].
- Septembre : Houlagou Khan part d’Iran pour une campagne en Syrie décidée par le quriltay de 1251, renforcé par les armées des pays vassaux dont les troupes chrétiennes arméniennes et géorgiennes. Il prend Nusaybin, soumet Édesse et Harran[1]. Il envoie un ultimatum à Qutuz pour que l’Égypte se soumette. Celui-ci refuse et tue l’ambassadeur mongol.
- 12 novembre[2] : l’esclave Khârezmien Qutuz (le yack) est proclamé sultan d'Égypte à la faveur d’un coup d’État. Il en appelle à la guerre sainte et à la mobilisation contre les Mongols. Le pays se met sur le pied de guerre.

- L’Hafside de Tunis al-Mustansir est confirmé dans ses fonctions de calife par le chérif de la Mecque[3] (fin en 1261).
- Le Koryŏ (Corée) se soumet à l'empire mongol[4]. Les rois de Koryŏ retrouvent leur position dominante sous le contrôle de commissaires résidents mongols. Pour venir à bout des révoltes endémiques en Corée, Koubilaï Khan fait venir à la cour un des prétendants coréens et lui donne sa fille en mariage.
- Mengrai fonde le royaume thaï du Lan Na[5].

### Europe

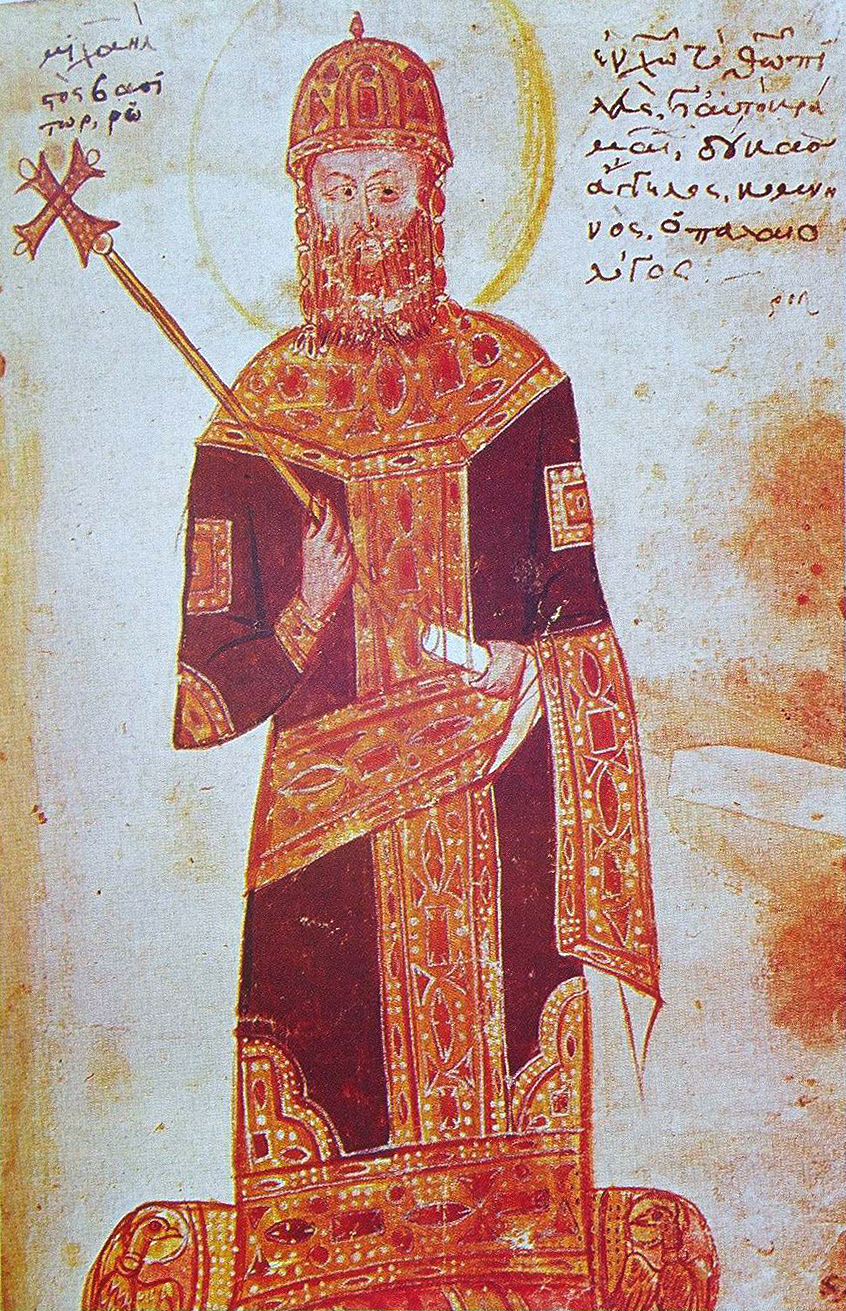
: couronnement de Michel VIII Paléologue à Nicée

- 1er janvier : après l’assassinat du régent Georges Muzalon, Michel VIII Paléologue est couronné co-empereur de Nicée[6].
- 2 février : Sandomierz est pillée par les Mongols[7].
  - Raid mongol en Lituanie et en Pologne : Les Kiptchak incendient Cracovie et forcent le prince Boleslav à s’enfuir, avancent jusqu’à Bytom, et ne retournent dans leur campement qu’après avoir saccagé le pays entier.
- Avril - mai : le prince Jaromar II de Rügen et son armée débarquent en avril sur Seeland et pillent Copenhague en mai[8].
- 29 mai : à la mort de Christophe Ier de Danemark, peut-être empoisonné[9] par l'abbé Arfast, son fils mineur Erik V Glipping (le Louche) devient roi du Danemark (jusqu'en 1286) sous la régence de sa mère Marguerite Sambiria (jusqu'en 1264).
- 14 juin[10] : les troupes levées par la régente de Danemark Marguerite sont battues par Jaromar II de Rügen à la bataille de Næstved (no).

- Été : Thomas d'Aquin est appelé en Italie par le pape Alexandre IV, où il est investi de la fonction de conseiller et de maître à la cour papale (fin en 1268)[11].
- Août : le pape Alexandre IV approuve la Sorbonne[12].

- Septembre[13]-octobre[6] : victoire de Byzance sur l'Épire et la Sicile à la bataille de Pélagonia.
  - Guillaume de Villehardouin, prince de Morée, qui rêve de conquérir toute la Grèce, est battu par Michel VIII Paléologue à Castoria à l'automne. Prisonnier pendant deux ans, il doit céder les principales forteresses du Péloponnèse. Pour les récupérer, il fait appel à Charles d'Anjou qui hérite de la principauté après sa mort. Charles n’y porte aucun intérêt, tout comme ses successeurs.
- 24 octobre : provisions de Westminster qui complètent les provisions d'Oxford de 1258 accordées par Henri III d'Angleterre à la suite de la révolte des barons anglais[14].
- Octobre : début de la rédaction de l'Itinéraire de l’âme vers Dieu de Bonaventure[15].
- 4 décembre : à la suite du Traité de Paris (ou d'Abbeville), Saint Louis reçoit l'hommage-lige de Henri III d'Angleterre[16]. Louis IX rend Limousin, Périgord, Quercy, Agenais, et une partie de la Saintonge à Henri III, mais conserve la Normandie, la Touraine, l'Anjou, le Maine, le Poitou pris à Jean sans Terre.

- Procès d’Enguerrand de Coucy[17].
- Naissance à Pérouse de la secte religieuse des flagellants[18], dont les membres se flagellent en public et annoncent que le courroux divin allait très prochainement s’abattre sur le monde corrompu (1259-1260). Manfred, roi de Naples et de Sicile, essaye de supprimer le mouvement car le grand nombre de flagellants (jusqu’à dix mille) lui fait craindre des émeutes dans un pays déchiré par les luttes politiques. L’opposition du roi ne met pas fin au mouvement, car des groupes de disciples se sont déjà dispersés en Europe. Ils se mettent à attaquer les Juifs dans bon nombre de villes allemandes et hollandaises, ainsi que l’Église et les autorités séculaires qui s’efforcent d’empêcher leurs débordements

- Ligue hanséatique : Lübeck se met à la tête d’une confédération de villes maritimes sur la Baltique (Rostock, Wismar, Stralsund) dans le but de combattre les bandits et les pirates[19].
- Révolte à Novgorod[20] contre le recensement imposé par les Mongols. Jugeant ceux-ci moins dangereux que les envahisseurs de l’ouest, Alexandre Nevski protège les envoyés de la Horde d'or.
- Les Génois Benedetto Zaccaria (v. 1248-1307) et son frère Manuel se rendent en Orient et obtiennent de l’empereur Michel VIII Paléologue en fief le territoire de Phocée qui recèle d’importants gisements d’alun (1264)[21]. Ils organisent le trafic de l’alun avec Gênes et luttent contre les pirates de l’Egée.

- Livre de Justice et de Plet[22].